# Dietrichsberg (Rhön)

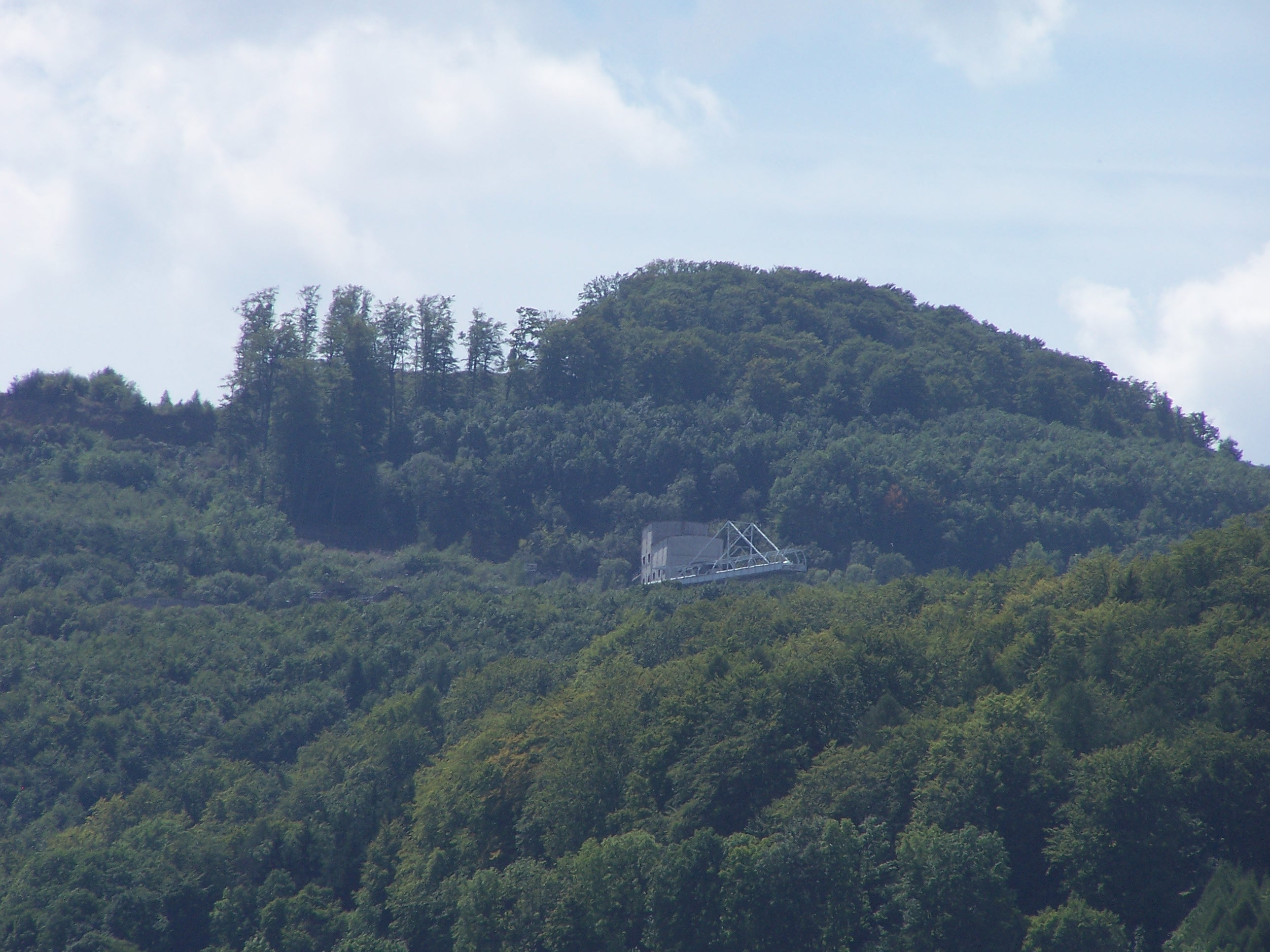
Nordosthang des Dietrichsberges mit Gebäude des Steinbruchs bei Rodenberg

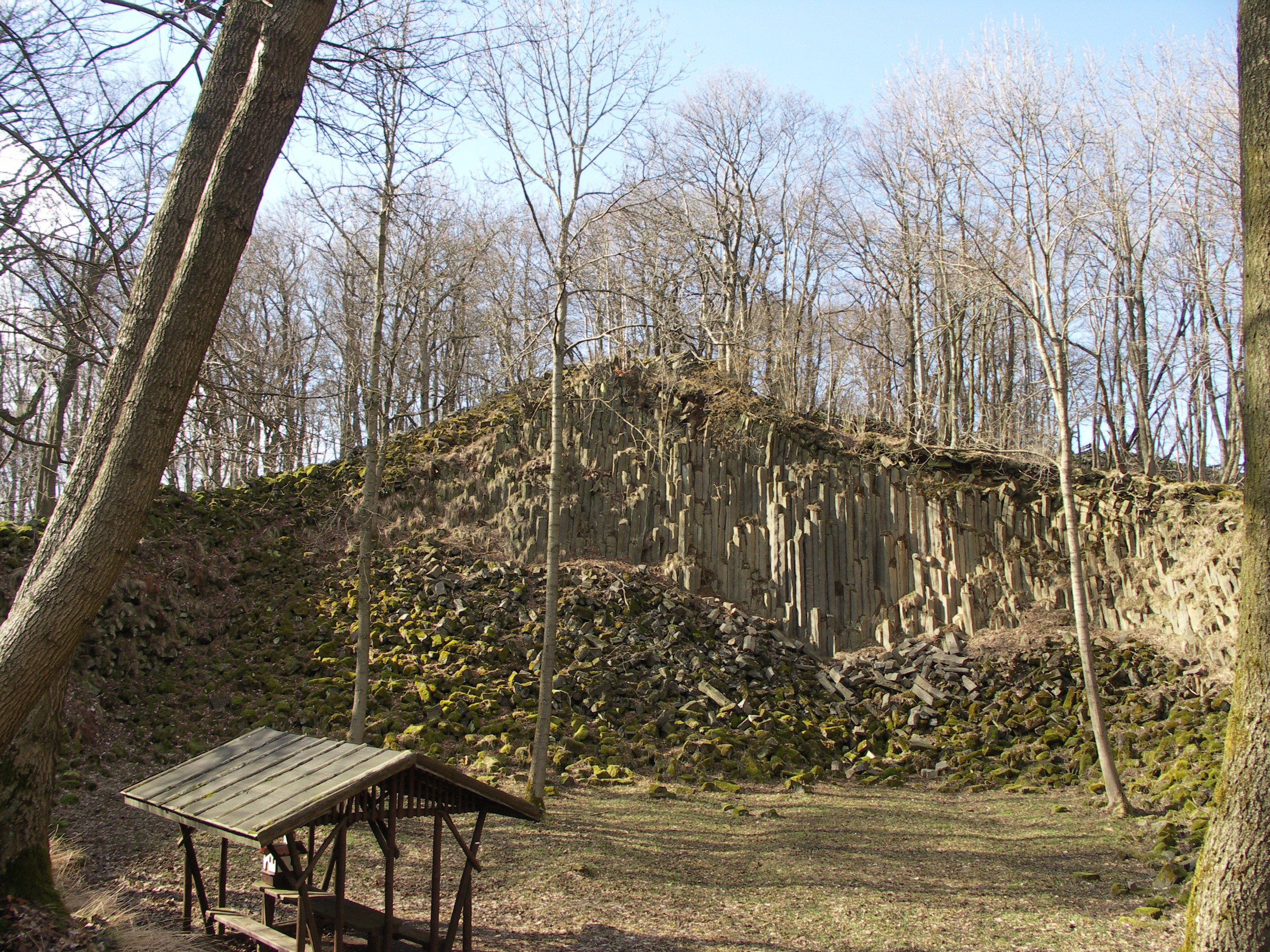
Säulenbruch des Dietrichsbergs

Der Dietrichsberg ist ein 668,9 m ü. NHN hoher Berg in der Rhön. Er liegt bei Völkershausen und Sünna im Wartburgkreis in Thüringen.

## Geographie

### Lage
Der Dietrichsberg erhebt sich im Biosphärenreservat Rhön, innerhalb der Auersberger Kuppenrhön und im Südteil des Wartburgkreises. Er liegt in den Gemeindegebieten von Vacha und Unterbreizbach; zu Vacha gehören der Großteil des Berges mit den Gipfel. Südöstlich des Berges liegt Mariengart, südöstlich Wölferbütt, ostnordöstlich Willmanns, nordöstlich Völkershausen und auf dem Nordhang Rodenberg, die alle zu Vacha gehören. Südwestlich befindet sich Deicheroda, westsüdwestlich Mosa, westlich Hüttenroda und nordwestlich Sünna, die alle zu Unterbreizbach zählen.
Nördlich des Berges erhebt sich der Öchsenberg (627,2 m) und südlich liegt jenseits des Sattelsbergs (Sattelberg; 464,1 m) der Arzberg (572,6 m). Östlich wird der Berg ungefähr in Süd-Nord-Richtung vom Tal der Oechse begrenzt, westlich vom Tal der auf seinem Südhang entspringenden Sünna, die nördlich des Öchsenberges bei Vacha in die Oechse mündet.
In dem kleinen Tal westlich vom Übergangsbereich zum Öchsenberg liegt das Freilichtmuseum Keltendorf Sünna, und nebenan steht das Kelten-Hotel Goldene Aue.

### Naturräumliche Zuordnung
Der Dietrichsberg gehört in der naturräumlichen Haupteinheitengruppe Osthessisches Bergland (Nr. 35), in der Haupteinheit Vorder- und Kuppenrhön (353) und in der Untereinheit Kuppenrhön (353.2) zum Naturraum Auersberger Kuppenrhön (353.24). Die Landschaft fällt nach Osten in die zur Haupteinheit Salzunger Werrabergland (359) zählende Untereinheit Stadtlengsfelder Hügelland (359.0) ab.

## Schutzgebiete
Auf dem Dietrichsberg liegen Teile des Landschaftsschutzgebiets Thüringische Rhön (CDDA-Nr. 20897; 1989 ausgewiesen; 631,8923 km² groß). Mit Ausnahme der Hochlagen und des Gipfels befinden sich auf ihm auch Teile des Fauna-Flora-Habitat-Gebiets Öchsenberg-Dietrichsberg-Sattelberg (FFH-Nr. 5226-304; 9,62 ha) und des Vogelschutzgebiets Thüringische Rhön (VSG-Nr. 5326-401; 199,49 km²).

## Geologie
Der Basalt des Dietrichsbergs wurde als Hauyn-führender Basanit charakterisiert. Sein Alter wurde, mittels der 39Ar-40Ar-Methodik, auf 19,0 ±0,1 Millionen Jahre bestimmt. Wie alle Basaltberge der Rhön ist der Dietrichsberg selbst kein Vulkan. Während des aktiven Vulkanismus war die Landschaft eine Tiefebene und hat sich seitdem, im Zuge der sog. Spessart-Rhön-Schwelle, um etwa 800 Meter gehoben, wobei von erosiven Abtragungen in der Größenordnung von 500 Metern auszugehen ist. Die heutigen Basaltberge sind, soweit noch erkennbar, vermutlich überwiegend Kryptodome, die als Intrusivkörper in heute erodierte Nebengesteine eingedrungen waren und bei deren Abtragung als Härtling herauspräpariert wurden.

## Bergbau
Heinrich Hagemeier, der vormalige Direktor der seit 1920 in Niederoechsen ansässigen Kaligewerkschaft Heiligenmühle, begann ab 1924 auf dem Dietrichsberg Basalt abzubauen. Zur Verarbeitung und zum Abtransport des gewonnenen Materials ließ er bei Masbach ein Basaltwerk und an der Bahnstrecke Wenigentaft-Mansbach–Oechsen ein Ladegleis errichten. Das Basaltwerk der Thüringischen Hartsteinwerke (ab 1926: Heinrich Hagemeier GmbH Masbach (Rhön)) wurde zum größten Arbeitgeber der Region nach den Kaliwerken im Werra-Kalirevier. Der Steinbruch und das Werk waren durch eine Seilbahn miteinander verbunden.
Die Hagemeier GmbH wurde 1951 in der DDR enteignet und verstaatlicht, die Bahnstrecke Wenigentaft-Mansbach–Oechsen 1952 stillgelegt. Das Basaltwerk bei Masbach wurde Ende 1961 stillgelegt, diente danach als LPG-Stall und Straßenmeisterei und wurde 1999 zum großen Teil abgetragen.
Der Steinbruch wird heute von der Rhönbasalt Vacha GmbH betrieben.